# ТЕС Джидда-Південь
21°12′38″ пн. ш. 39°10′31″ сх. д. / 21.21056° пн. ш. 39.17528° сх. д.
ТЕС Джидда-Південь — теплова електростанція на західному узбережжі Саудівської Аравії.
В 2016 році на майданчику станції ввели в експлуатацію першу парову турбіну потужністю 660 мВт. Всього ж ТЕС, будівництво якої планували повністю завершити у 2017-му, має чотири такі турбіни, які живляться від парових котлів із суперкритичними параметрами пари.
Як паливо станція споживає нафту.
Для технологічних потреб використовується морська вода, опріснення якої провадять дві установки добовою продуктивністю по 3600 м3.
Видача електроенергії відбувається по ЛЕП, що працює під напругою 380 кВ.